# پابلو زگارا
پابلو زگارا (انگلیسی: Pablo Zegarra؛ زادهٔ ۱ آوریل ۱۹۷۳) بازیکن سابق فوتبال اهل پرو است که در پست هافبک بازی می‌کرد و در حال حاضر یک مربی است.
وی همچنین در تیم ملی فوتبال پرو بازی کرده‌است.